# Pavel Marinov
Pavel Marinov (in bulgaro Павел Маринов?; Sofia, 12 giugno 1988) è un cestista bulgaro.

## Carriera
Con la Bulgaria ha disputato i Campionati europei del 2011.

## Palmarès
- Coppa di Bulgaria: 2

Academic Sofia: 2012, 2013